# Auron (stazione sciistica)
Auron è una stazione sciistica francese, nel dipartimento delle Alpi Marittime. Offre 130 km di piste sciistiche, a un'altitudine compresa tra 1600 e 2450 m s.l.m., nella valle del Tinée, presso il comune di Saint-Étienne-de-Tinée. A 90 km da Nizza, la stazione fa parte del comprensorio sciistico Stations du Mercantour, insieme a Isola 2000 e Saint-Dalmas-le-Selvage.